# Francis Ponge
Francis Jean Gaston Alfred Ponge (Montpellier, 27 de marzo de 1899 - Le Bar-sur-Loup, 6 de agosto de 1988) fue un ensayista y poeta francés. En muchas ocasiones, combinó el ensayo y el poema para unirlos en una sola forma artística.

## Vida
Francis Ponge nació en Montpellier en 1899 en el seno de una familia burguesa de tradición protestante. En la adolescencia, su familia se ve obligada a trasladarse al norte cuando a su padre lo desplazan a Caen para trabajar en la banca. Completó sus estudios de derecho en París y de literatura en Estrasburgo. Intentó por dos veces su acceso a la Escuela Normal Superior sin éxito debido a la afasia repentina que le surgía durante los exámenes orales.
Trabajó como editor y periodista en Francia durante la Primera Guerra Mundial, hizo contactos con el movimiento surrealista, y se incorporó al Partido Comunista en 1937, saliéndose del mismo después de la Segunda Guerra Mundial en 1947. Ese mismo año fue condecorado con el Premio Internacional para la Literatura de Books Abroad/Neustadt, asimismo Sartre escribió un artículo favorable acerca de sus obras. Tras una breve estancia en Argelia, regresó a Francia, donde obtuvo un profesorado en la Alliance Française desde 1952 hasta 1965.
Murió en 1988 en Le Bar-sur-Loup.

## Obras
En su trabajo acaso más famoso Le Parti pris des choses (a menudo traducido como De parte de las cosas), describió meticulosamente cosas comunes como las naranjas, las patatas y los cigarrillos, en un tono poético, pero con un estilo personal y en párrafos (prosa poética), como en un ensayo. Véase también Le Savon.
Estos poemas, le deben mucho al trabajo del poeta renacentista francés, Rémy Belleau. Ponge evitó el apelar a las emociones y el simbolismo en sus obras, y en lugar de eso buscó recrear minuciosamente el mundo de la experiencia de los objetos de uso diario. A menudo se relaciona su trabajo con la filosofía fenomenológíca.